# Birgitta Jónsdóttir
En aquest nom islandès, el darrer nom és un patronímic, no pas un cognom. La manera de referir-se a aquesta persona és pel nom de pila.
Birgitta Jónsdóttir (Reykjavík, 17 d'abril de 1967) és una política, activista i poeta islandesa. És diputada de l'Alþingi, el parlament islandès, primer en representació del Moviment dels Ciutadans que va cofundar arran de la crisi financera d'Islàndia i El Moviment, però ara representa el Partit Pirata. La seva circumscripció va ser el sud de Reykjavik per al Moviment dels Ciutadans i el sud-oest pel Partit Pirata. Va ser escollida al parlament islandès l'abril de 2009 en nom d'un moviment que advocava per una reforma democràtica més enllà de la política de partits d'esquerra i dreta. Birgitta ha estat activista i portaveu de diversos grups, com WikiLeaks, Saving Iceland i Amics del Tibet a Islàndia. També va cofundar l'Institut Internacional per a Mitjans de Comunicació Moderns, entitat que presideix.

## Biografia
Nascuda a Reykjavík, és filla de Bergþóra Árnadóttir i Jón Ólafsson. Birgitta és, també, poeta, artista, editora i activista, i ha utilitzat Internet per a aquestes activitats. El seu primer recull de poemes va ser publicat per l'editorial més gran d'Islàndia, Almenna Bókafélagið el 1989. Birgitta va organitzar Art against war, on una sèrie d'artistes estatunidencs van sortir a protestar contra la guerra de l'Iraq. El 1996 va crear la primera galeria d'art en línia dels Estats Units per a la botiga d'Apple. Birgitta ha participat en diversos projectes internacionals relacionats amb l'escriptura i l'activisme, incloent-hi Poets Against the War, Dialogue among Nations through Poetry, and Poets for Human Rights. També va editar i va publicar The World Healing Book i The Book of Hope, que conté escrits de Lawrence Ferlinghetti, Rita Dove, el Dalai-lama, el rabí Michael Lerner, John Kinsella, i Sigur Rós. Birgitta és una de les fundadores de Beyond Borders Press i Radical Creations, i forma part de la Xarxa Internacional de Parlamentaris per al Tibet.

### Iniciatives per a la llibertat de premsa
Birgitta va ser una voluntària activa de WikiLeaks i va tenir un paper important en realitzar i coproduir el vídeo de l'atac aeri de Bagdad del 12 de juliol de 2007. També ha defensat que Islàndia ha de ser un refugi per a la llibertat de premsa i va ser la principal patrocinadora de la Iniciativa Islandesa per a Mitjans de Comunicació Moderns.
El 7 de gener de 2011, Birgitta va anunciar que Twitter li havia notificat que el Departament de Justícia dels Estats Units havia demanat informació "sobre tots els meus tuits i més des de l'1 de novembre de 2009". Segons Glenn Greenwald, de Salon:
| « | La informació exigida pel Departament de Justícia s'està estenent al seu abast. Inclou totes adreces de correu i informació coneguda de la usuària, tots els registres de connexió i temps de la sessió, totes les adreces IP utilitzades per accedir a Twitter, tots els comptes de correu electrònic coneguts, així com els "mitjans i font de pagament," inclosos els registres bancaris i de crèdit targetes. Busca tota aquesta informació del període que comença l'1 de novembre de 2009 fins a l'actualitat. | » |

El 30 de setembre 2012 Birgitta es va unir al consell assessor de Ljost, una iniciativa islandesa de denúncia ciutadana d'irregularitats dirigida per l'Associated Whistleblowing Press.